# Driving in My Car
Driving in My Car è un singolo del gruppo musicale britannico Madness, pubblicato nel 1982 ed estratto dall'album Utter Madness.

## Tracce
- 7"

1. Driving in My Car - 3:17
2. Animal Farm (Tomorrow's Dream Warp Mix) - 4:02

- 12"

1. Driving in My Car - 3:17
2. Animal Farm (Tomorrow's Dream Warp Mix) - 4:02
3. Riding on My Bike - 4:35